# Публий Корнелий Лентул Кавдин (консул)
Публий Корнелий Лентул Кавдин (лат. Publius Cornelius Lentulus Caudinus; умер после 236 года до н. э.) — римский военачальник и политический деятель из патрицианского рода Корнелиев, консул 236 года до н. э. Во время своего консулата командовал армией в войнах с галлами и лигурами, отпраздновал триумф над последними.

## Биография
Публий Корнелий принадлежал к знатному и разветвлённому патрицианскому роду Корнелиев. Первый известный из источников носитель когномена Лентул был консулом в 327 году до н. э., и выяснить его связь с другими Корнелиями не представляется возможным. Публий Корнелий, не являясь потомком этого Лентула, был сыном консула 275 года до н. э. Луция, который совместно с Манием Курием Дентатом командовал в Пирровой войне. Его дед носил преномен Тиберий. Брат Публия Луций Корнелий Лентул Кавдин был консулом в 237 году до н. э.
Публий Корнелий упоминается в источниках только в связи с его консулатом в 236 году до н. э. Коллегой Лентула по этой должности стал плебей Гай Лициний Вар. Консулы вместе двинулись на север, к Ариминуму, чтобы противостоять угрожавшему границам Италии галльскому племени бойев и его союзникам, пришедшим из-за Альп. Ввиду численного превосходства противника Лентул и Вар некоторое время не решались вступить в бой. Но вскоре в галльской армии начались раздоры: бойи восстали против собственных вождей и пришельцев. Началась полноценная гражданская война, в которой даже погибли двое царей бойев. В результате угроза для Рима миновала. Узнав об этом, консулы ушли из Северной Италии и разделились: Гай Лициний отправился на Корсику, а Публий Корнелий — в Лигурию. Консул успешно воевал с местными племенами и за это был удостоен триумфа (Флавий Евтропий по ошибке датировал триумфальное вступление Лентула Кавдина в Рим 237 годом до н. э.).
Одна из посвятительных надписей в храме Квирина на Квиринале в Риме гласит: «P. Corn[elios] L. f. coso[l] proba[vit] Mar [te sacrom]». Теоретически она могла быть сделана каким-то другим консулом из рода Корнелиев той эпохи, но в историографии считается наиболее вероятным, что речь идёт именно о Лентуле Кавдине, выразившем благодарность богам за свою победу над лигурами.

## Потомки
В связи с событиями Второй пунической войны упоминаются двое Лентулов Кавдинов — Публий (претор в 203 году до н. э.) и Луций (курульный эдил в 209 году до н. э.). Предположительно это были сыновья Публия Корнелия. Существует также гипотеза, что в действительности это один человек, Публий Корнелий Лентул Кавдин.